# Chargeur sur chenilles

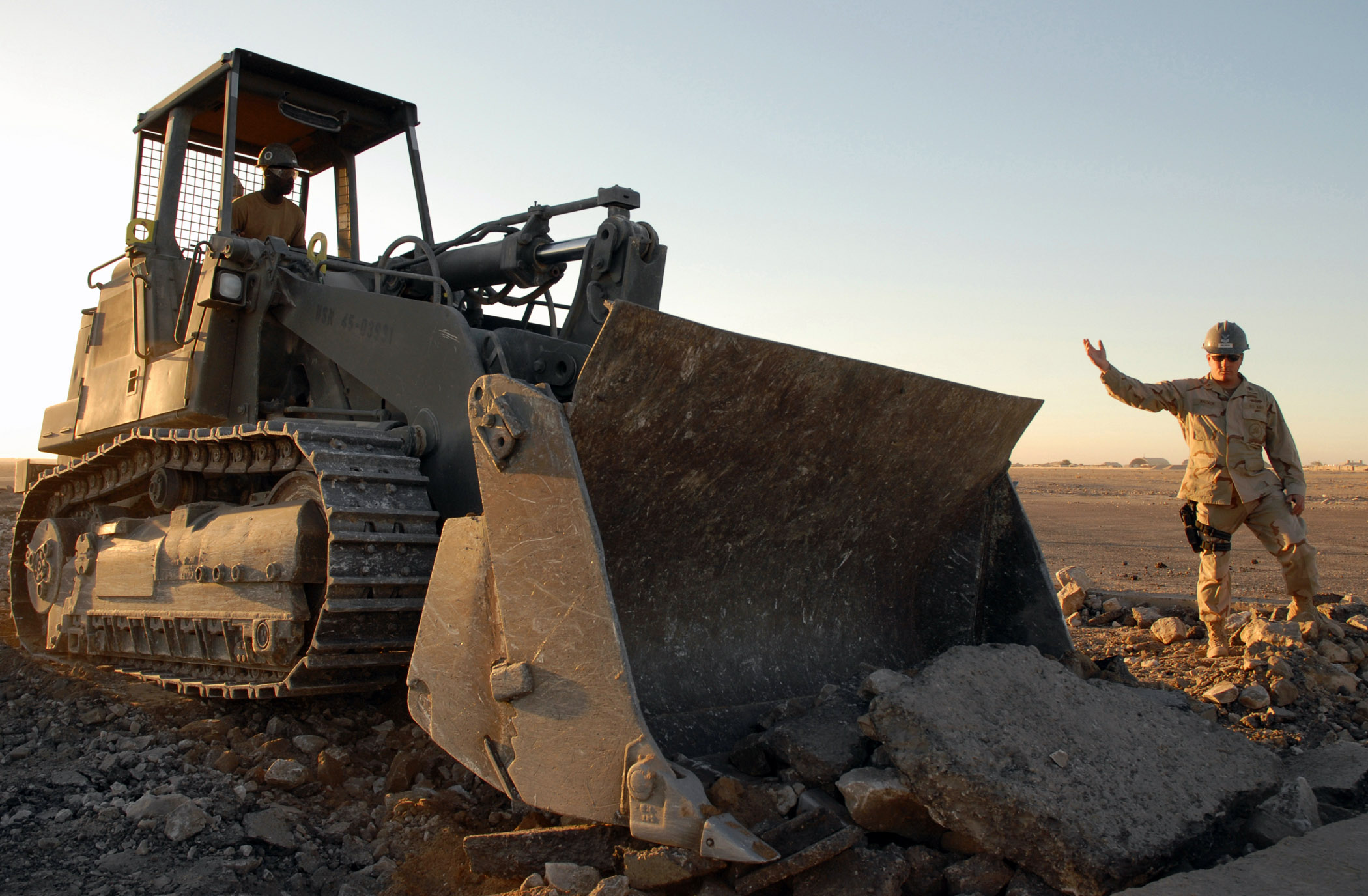
Chargeur sur chenilles équipé d'un godet drop.

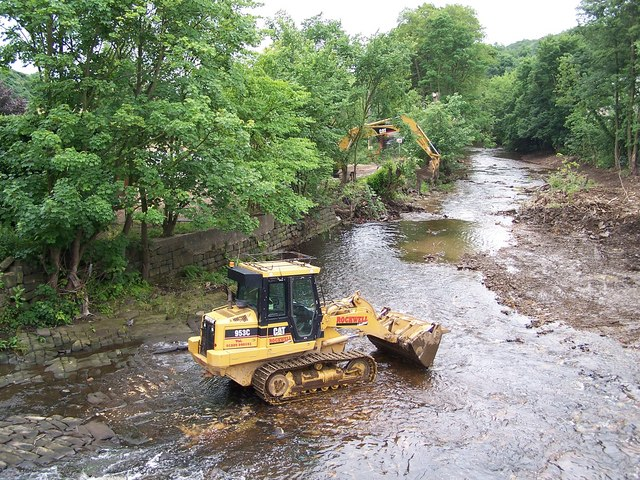
Nettoyage de rivière, Royaume-Uni,2008

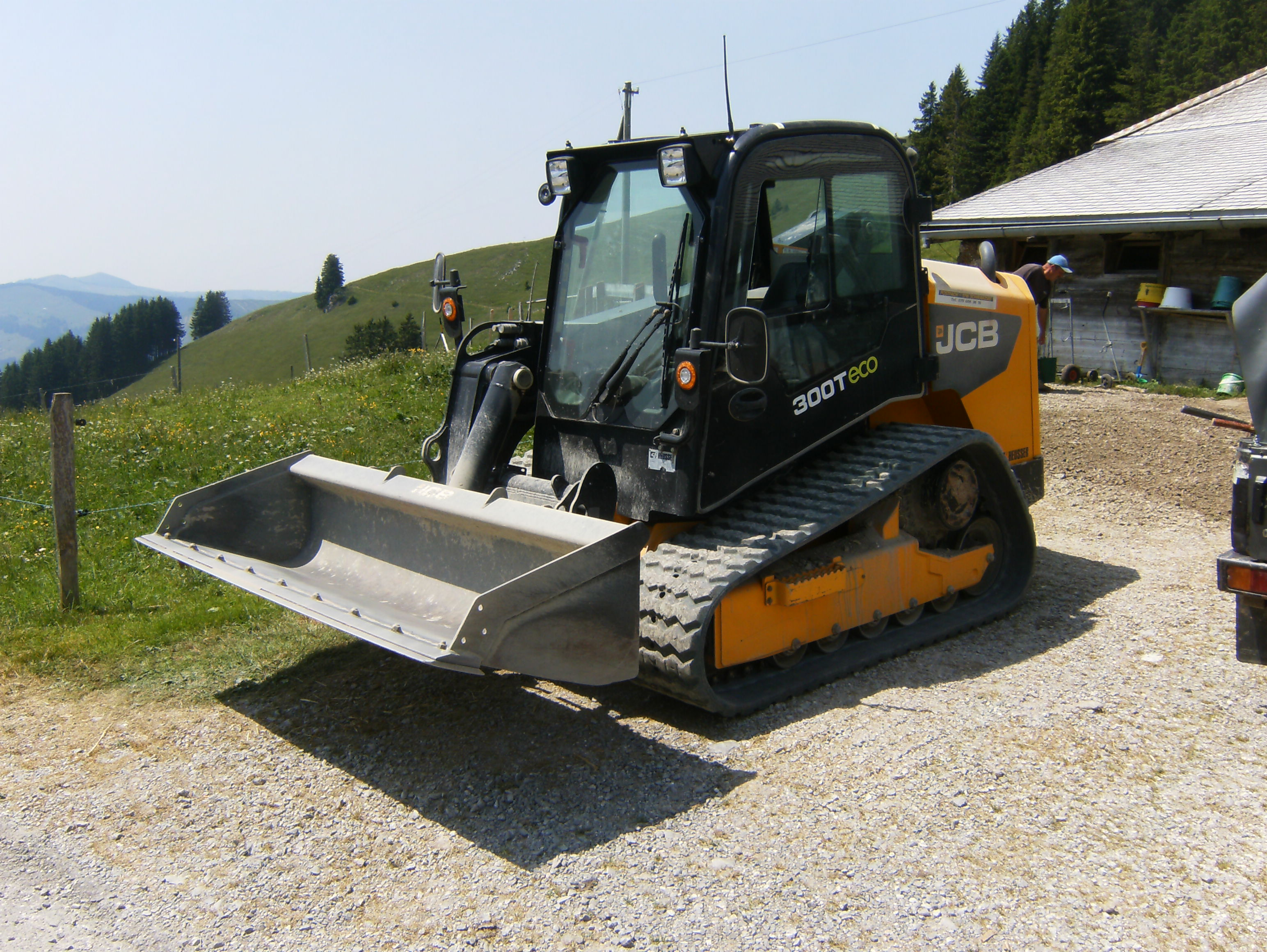
JCB 5775 à chenilles caoutchouc et bras unique.

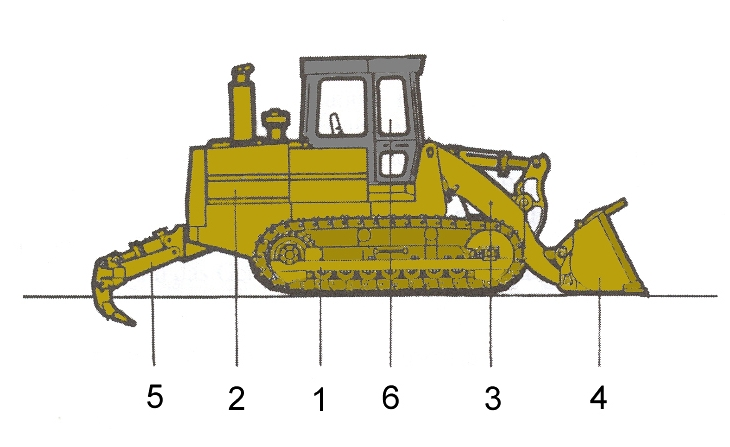
Un chargeur sur chenilles. 1 : chenilles ; 2 : moteur ; 3 : bras de levage ; 4 : godet ; 5 : ripper ; 6 : cabine.

 (novembre 2017).
Si vous disposez d'ouvrages ou d'articles de référence ou si vous connaissez des sites web de qualité traitant du thème abordé ici, merci de compléter l'article en donnant les références utiles à sa vérifiabilité et en les liant à la section « Notes et références ».
Pour les articles homonymes, voir Chargeur et Chargeuse.
Un chargeur sur chenilles, ou trax, ou chargeuse sur chenilles est un engin de chantier sur chenilles. Il comporte un corps automoteur (chassis à chenilles de tracteur ou de bulldozer par exemple) et un godet  à l'avant qui peut effectuer un mouvement vertical et pivoter autour de son axe porteur. Le godet peut être remplacé par divers outils : fourche à palette, godet drop permettant le fonctionnement en mode bulldozer ou chargeur, lame bulldozer… Il existe des variantes : chargeuse compacte sur chenilles caoutchouc de conception assez différent et chargeur à bras de levage unique éventuellement télescopique.